# 貝津駅
貝津駅（かいづえき）は、愛知県豊田市貝津町片坂にある愛知環状鉄道線の駅である。駅番号は15、中京大学豊田学舎前の副駅名が与えられている。

## 歴史
愛環梅坪駅と共に、周辺地域住民増加と愛知万博開幕に合わせて豊田市の要望により駅が新設された。両駅の総事業費は計11億8700万円で、請願駅であるため豊田市が負担した。
- 2005年（平成17年）
  - 3月1日：愛知環状鉄道の駅として開業[2]。
  - 4月25日：有人化（改札業務のみ）[3]。
- 2008年（平成20年）3月15日：切符の販売を開始[3]。
- 2019年（平成31年）3月2日：ICカード「TOICA」の利用が可能となる[4]。

## 駅構造
単式1面1線ホームの駅員時間配置駅。学生が多く利用する時間帯に合わせて窓口が営業している。バリアフリーの対応として駅南側に1基のエレベーターを配置。無料駐車場が2012年4月より有料化した（入庫から30分以上の場合）。
駅舎は、副駅名にもなっている中京大学豊田キャンパス内の建物の外観に似たデザインになっている。現在は駅すぐの北側に上下1車線づつの新道が建設されたが、その道路から直接駅へのアクセスはなく、一旦旧道へ出て南側へ回り込まなければならない。
| 路線            | 方向 | 行先       |
| --------------- | ---- | ---------- |
| ■愛知環状鉄道線 | 上り | 岡崎方面   |
| ■愛知環状鉄道線 | 下り | 高蔵寺方面 |

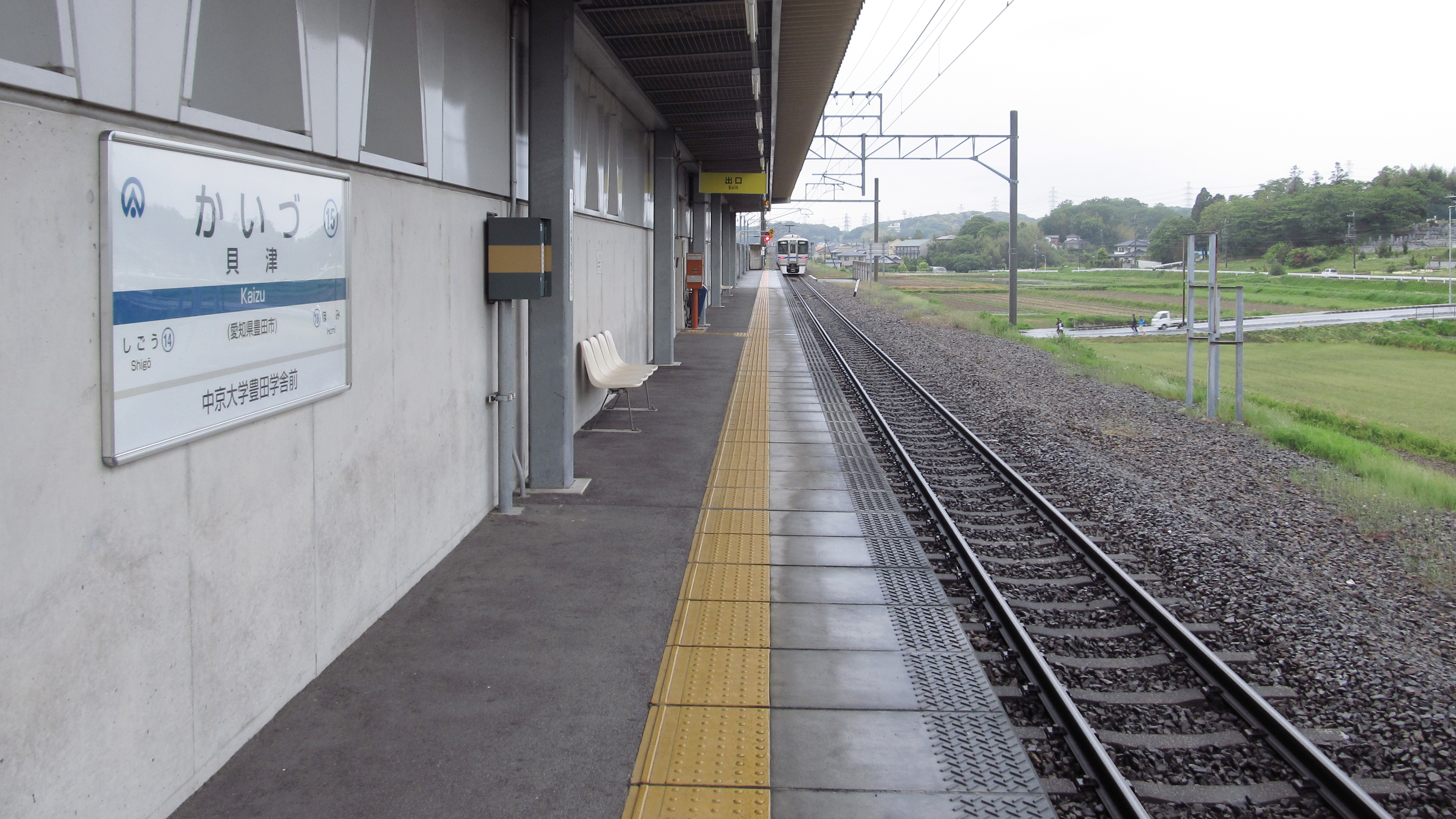
ホーム
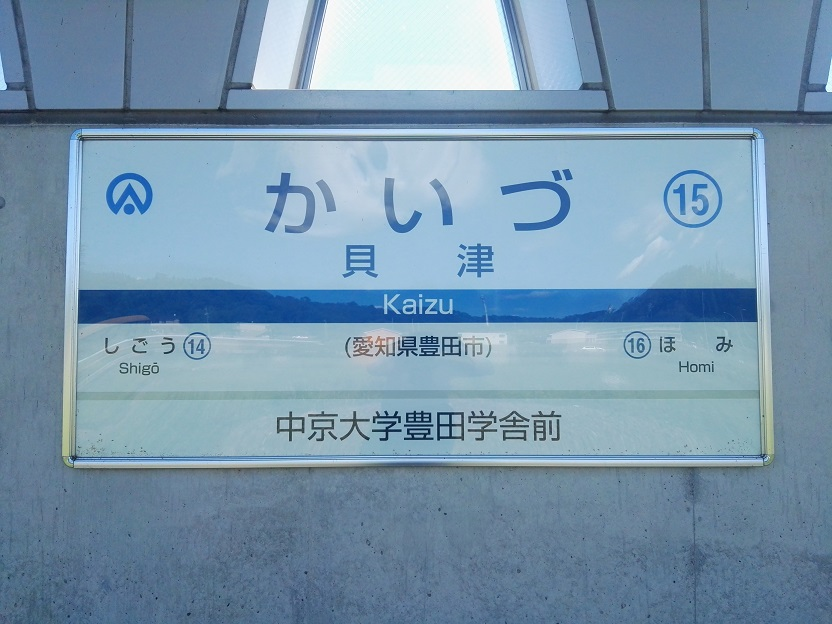
駅名標
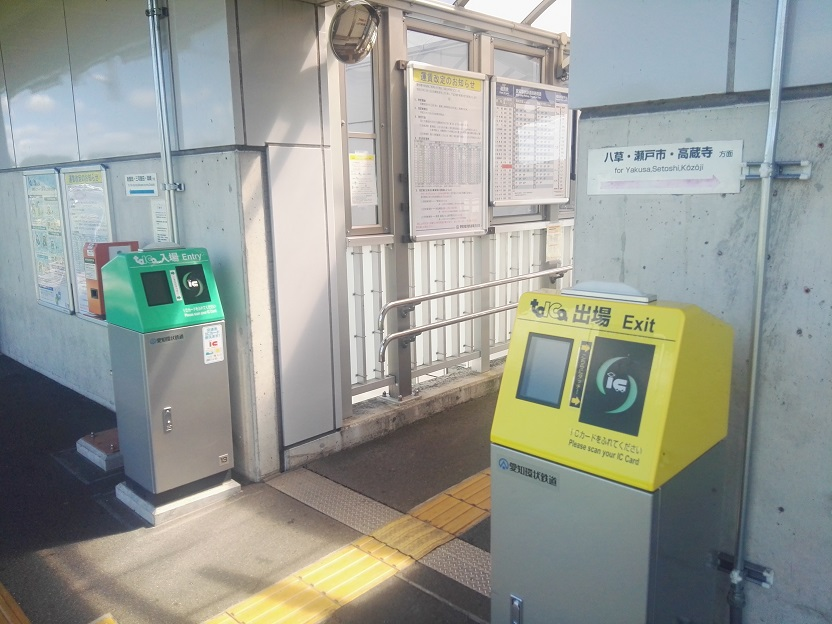
簡易TOICA改札機

## 駅周辺
駅の北側は田畑。周辺は住宅もある。駅前にはロータリーがあるが、路線バスは入らない。
- 中京大学豊田キャンパス
- トヨタ紡織猿投工場
- さなげアドベンチャーフィールド
- 愛知県道58号名古屋豊田線（飯田街道）
- アミューゼダンススポーツクラブ（貝津本校）
- 豊田市立浄水北小学校
- 貝津町リサイクルステーション

## 利用状況
「豊田市統計書」、「移動等円滑化取組報告書」によると、当駅の一日平均乗降客数は以下の通り推移している。
- 2005年度：887人（愛知万博開催年）
- 2006年度：933人
- 2007年度：1,083人
- 2008年度：1,139人
- 2009年度：1,144人
- 2010年度：1,133人
- 2011年度：1,046人
- 2012年度：1,013人
- 2013年度：938人
- 2014年度：908人
- 2015年度：925人
- 2016年度：994人
- 2017年度：1,062人
- 2018年度：1,109人
- 2019年度：1,228人
- 2020年度：744人

## 隣の駅
愛知環状鉄道
■愛知環状鉄道線
四郷駅（14） - 貝津駅（15） - 保見駅（16）